# Аракен Патушка
Аракен Патушка (на порт. Araken Patusca) е бразилски футболист, национал, нападател. Истинското му име е Абраам Патушка да Силвейра (на порт. Abraham Patusca da Silveira). Висок 1,73 м. Има два мача за националния отбор. Участник на СП '30. Има 177 гола в 193 мача за Сантош, с което се нарежда на 8-о място във вечната класация на голмайсторите на отбора. Първият голям футболист на Сантош, носил фланелката с номер 10.

## Кариера и личен живот
Роден е на 17 юли 1905 г. Син е на първия президент на Сантош, Сизиньо Патушка, и е по-малък брат на футболиста на „светците“ Ари Патушка.
Дебютира с екипа на Сантош срещу силния тогава Жундиай. Мачът завършва 5:5, а Аракен записва четири попадения във вратата на противника. През сезон 1927/28 нападението на Сантош в лицето на Аракен, Камарао и Фейтисо, подкрепяни от Сирири и Еванжелища, реализира 100 попадения, като голмайстор на първенството е Аракен с 31 гола. Сантош обаче завършва сезона на второ място в крайното класиране.
Аракен поставя клубен рекорд за най-много отбелязани голове за Сантош в първенството, когато на 3 май 1927 г. се разписва седем пъти срещу Ипаранга. Този рекорд е подобрен няколко десетилетия по-късно от Пеле.
Аракен е автор на 1000-ия гол за клуба, регистриран на 24 март 1929 г. в мач на Вила Белмиро срещу Атлас Фламенго (3-0, 1000-ият гол е първи в мача).
Умира на 24 януари 1990 г.

## Успехи
Аракен помага на Сантош да спечелят своята първа титла от Кампеонато Паулища (шампионата на щата Сао Пауло) през 1935 г. Преди това е четири пъти вицешампион: през 1926, 1927, 1928 и 1929 г. Единственият участник на световното първенство през 1930 г. в Уругвай, който е представител на футбола в щата Сао Пауло.